# شارع طرابلس (مصراتة)

صورة للدمار في شارع طرابس

شارع طرابلس اسمه الرسمي (رمضان السويحلي) ويمتد من مدخل مركز المدينة ناحية الجهة الغربية إلى وسطها. وقد دارت بين قوات الزعيم الراحل معمر القذافي والثوار الليبين معارك ضارية في النهاية انتصر فيها الثوار الليبين بمساعدة طائرات التحالف إبان الثورة الليبية.

## وصلات داخلية
- ليبيا
- طرابلس
- الثورة الليبية